# Triacanthidae
Triacanthidae är en familj av fiskar. Triacanthidae ingår i ordningen blåsfiskartade fiskar, klassen strålfeniga fiskar, fylumet ryggsträngsdjur och riket djur. Enligt Catalogue of Life omfattar familjen Triacanthidae 7 arter. 
Kladogram enligt Catalogue of Life:
| Triacanthidae | \| \| Pseudotriacanthus \| \| \| \| \| \| Triacanthus \| \| \| \| \| \| Tripodichthys \| \| \| \| \| \| Trixiphichthys \| \| \| \| |
|               | \| \| Pseudotriacanthus \| \| \| \| \| \| Triacanthus \| \| \| \| \| \| Tripodichthys \| \| \| \| \| \| Trixiphichthys \| \| \| \| |
|               | Aracanidae |
|               | |
|               | tryckarfiskar |
|               | |
|               | piggsvinsfiskar |
|               | |
|               | klumpfiskar |
|               | |
|               | filfiskar |
|               | |
|               | koffertfiskar |
|               | |
|               | blåsfiskar |
|               | |
|               | Triacanthodidae |
|               | |
|               | Triodontidae |
|               | |
|               | Pseudotriacanthus |
|               | |
|               | Triacanthus |
|               | |
|               | Tripodichthys |
|               | |
|               | Trixiphichthys |
|               | |

|  | Pseudotriacanthus |
|  |                   |
|  | Triacanthus       |
|  |                   |
|  | Tripodichthys     |
|  |                   |
|  | Trixiphichthys    |
|  |                   |